# 张万松
张万松（1950年4月—），河南宜阳人。1968年加入中国人民解放军，同年12月加入中国共产党。中国人民解放军少将军衔。
历任乌鲁木齐军区司令部训练科副科长，乌鲁木齐军区第一通信总站副政委、副主任，兰州军区第四通信总站主任兼总工程师，新疆军区管理处处长，新疆军区后勤部副部长，联勤部副部长、部长，兰州军区联勤部部长等职务。

## 落马
2015年8月18日，中央军委纪委对兰州军区联勤部原部长张万松涉嫌严重违纪问题进行立案调查，已将其涉嫌犯罪问题及线索移送军事检查机关依法处理。